# Firebird (együttes)
A Firebird angol blues rock zenekar volt. 1999-ben alapította Bill Steer. Az együttes hangzása sokkal inkább a hatvanas évek rockegyütteseire, például a Creamre hajazott, így jelentős váltásnak bizonyult Steer karrierjében, aki a Napalm Death-szel és a Carcassszal való munkáiról ismert.

## Története
1999-ben alakultak, amikor Steer együttest alapított a Cathedral basszusgitárosával, Leo Smee-vel és a Spiritual Beggars dobosával, Ludwig Witt-el. Ez a felállás rögzítette a Firebird első két albumát. 2001-es európai turnéjuk előtt Smee és Witt kiléptek, hogy a saját zenekaraikra koncentráljanak. Helyükre a Blind Dog basszusgitárosa, Tobias Nilsson és a The Quill dobosa, George Atlagic került. 2002-ben új tag csatlakozott az együtteshez, Roger Nilsson személyében. Ez a felállás rögzítette a harmadik nagylemezüket. Ezután több tagcse4e történt, de a 2006-os lemezükön Steer újból Witt-el dolgozott, akivel két újabb albumot rögzített. 2011-ben feloszlottak.

## Diszkográfia
- Firebird (2000)
- Deluxe (2001)
- No. 3 (2003)
- Hot Wings (2006)
- Grand Union (2009)
- Double Diamond (2011)

## Tagok
- Bill Steer – ének, gitár, harmonika (1999-2011)
- Ludwig Witt - dob (1999–2001; 2005–2011)
- Greyum May - basszusgitár (2009–2011)
- Leo Smee – basszusgitár (1999–2001)
- Tom Broman – dob (2001)
- Tobias Nilsson – basszusgitár (2001)
- Roger Nilsson – basszusgitár (2002)
- George Atlagic – dob (2002)
- Al Steer – basszusgitár (2003–2006)
- Harry Armstrong – basszusgitár (2006–2007)
- Smok Smoczkiewicz – basszusgitár (2007–2009)
- Tom Sutton - basszusgitár (2009)
- Terry Waker - basszusgitár (2009)